# 科塔
科塔（i/ˈkoʊtə/）是印度的城市，由拉賈斯坦邦負責管轄，位於該國北部，距離首府齋浦爾246公里。面積202平方公里，海拔高度271米。科塔位于昌巴尔河畔，受半乾旱氣候影響，每年平均降雨量730毫米，2011年人口1,001,694，是拉贾斯坦邦人口第三的城市。

## 历史
科塔在历史上属于哈多蒂地区，曾是本迪土邦的一部分，在贾汉吉尔时期做为本迪土邦的分家科塔土邦独立出来，并超过母邦本迪土邦，在整个英属印度时期，科塔都是科塔土邦的首都。

## 经济

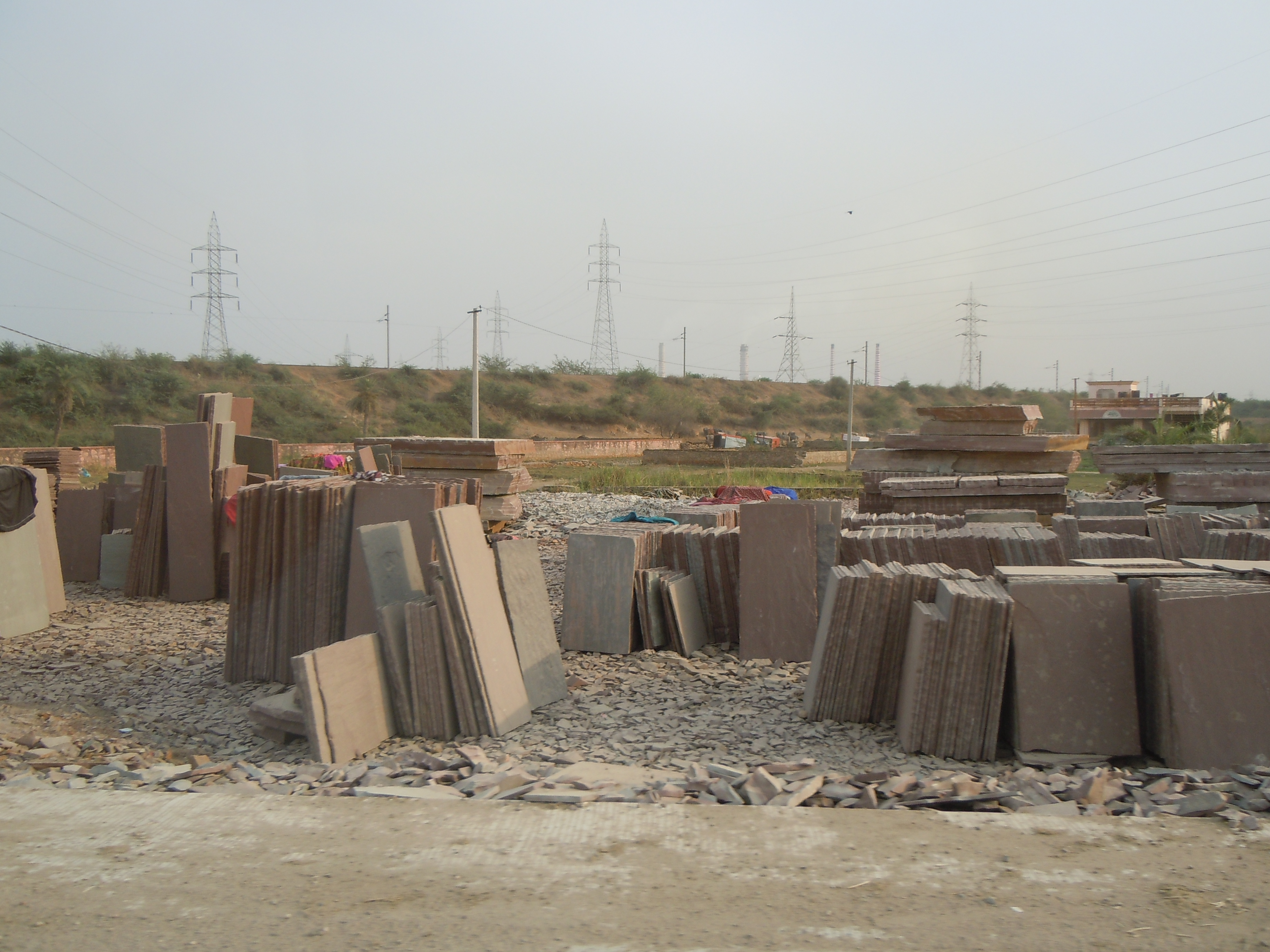
科塔石

科塔出产的一种石灰岩被当做高级石材，被称作科塔石。科塔也是印度北部的工业中心之一，有化学、混凝土、机械、发电等工业。
近年来科塔的补习班因为在印度大学的两大入学考试JEE（全国联合入学考试）及NEET（国家资格暨入学考试）的考生间有上榜率高的名声（如印度理工学院等），因而补习教育业较为发达。

## 外部連結
- Official website of Kota District
- Rajasthan tourism
- Kota information with map （页面存档备份，存于）